# Sud sedmorice
Sud sedmorice (Tabula Septemviralis) bio je drugi dio Kraljevske kurije, vrhovnog sudišta Hrvatske i Ugarske pod Habsburzima od 1723. do 1849. godine, osnovan reformama hrvatsko-ugarskog kralja i cara Svetog Rimskog Carstva Karla VI.
Stol sedmorice je bio žalbeni sud. Rješavao je utoke protiv presuda Kraljevskog sudbenog stola, Banskog stola. Predstavljao je završnu instanciju. U građanskim predmetima nije bilo moguće uložiti utok na njegova rješenja. U kaznenim predmetima kralj je mogao udijeliti pomilovanje.
Sastav Stola sedmorice činili su: 
- palatin[1]
- petorica prelata (ostrogonski i kaločki nadbiskup te trojica biskupa)[1]
- osmorica magnata[1]
- osmorica plemića s jednim izvjestiteljem za rudarske sudove te zapisničar[1]